# 地域福祉
地域福祉（ちいきふくし）とは、地域社会における福祉の問題に対し、その地域の住民や福祉関係者などが協力して取り組んでいこうという考えである。

## 地域福祉の推進
社会福祉法（昭和26年3月29日法律第45号）第4条では、地域住民、社会福祉を目的とする事業を経営する者及び社会福祉に関する活動を行う者は、相互に協力し、福祉サービスを必要とする地域住民が地域社会を構成する一員として日常生活を営み、社会、経済、文化その他あらゆる分野の活動に参加する機会が与えられるように、地域福祉の推進に努めなければならないと規定されている。

## 市町村地域福祉計画
市町村は、地方自治法（昭和22年4月17日法律第67号）第2条第4項（市町村は、その事務を処理するに当たつては、議会の議決を経てその地域における総合的かつ計画的な行政の運営を図るための基本構想を定め、これに即して行なうようにしなければならない。）に規定する基本構想に即し、地域福祉の推進に関する事項として次に掲げる事項を一体的に定める計画を策定し、又は変更しようとするときは、あらかじめ、住民、社会福祉を目的とする事業を経営する者その他社会福祉に関する活動を行う者の意見を反映させるために必要な措置を講ずるとともに、その内容を公表するものとする（社会福祉法第107条）。

### 規定する項目
- 一　地域における福祉サービスの適切な利用の推進に関する事項
- 二　地域における社会福祉を目的とする事業の健全な発達に関する事項
- 三　地域福祉に関する活動への住民の参加の促進に関する事項

## 都道府県地域福祉支援計画
都道府県は、市町村地域福祉計画の達成に資するために、各市町村を通ずる広域的な見地から、市町村の地域福祉の支援に関する事項として次に掲げる事項を一体的に定める計画（以下「都道府県地域福祉支援計画」という。）を策定し、又は変更しようとするときは、あらかじめ、公聴会の開催等住民その他の者の意見を反映させるために必要な措置を講ずるとともに、その内容を公表するものとする（社会福祉法第108条）。

### 規定する項目
- 一　市町村の地域福祉の推進を支援するための基本的方針に関する事項
- 二　社会福祉を目的とする事業に従事する者の確保又は資質の向上に関する事項
- 三　福祉サービスの適切な利用の推進及び社会福祉を目的とする事業の健全な発達のための基盤整備に関する事項